# Virgin Snatch
I Virgin Snatch sono un gruppo thrash metal polacco, formatosi a Cracovia nel 2001.

## Formazione
- Grysik - chitarra (2001-presente) (Anal Stench, ex-Death Sea, ex-Disinterment, ex-Symbolic Immortality)
- Zielony - voce (2001-presente) (ex-Death Sea, ex-Anal Stench)
- Jacek Hiro - chitarra (2004-presente) (Never, Sceptic, Voodoo Gods, Dies Irae, ex-Decapitated (live))
- Anioł - basso (2006-2008, 2009-presente) (Corruption, ex-Night Gallery)
- Kuba Kogut - batteria (2011-presente) (Sceptic, ex-Atrophia Red Sun, ex-L'Avantgarde Noire)

## Discografia

### Album in studio
- 2003 - S.U.C.K.
- 2005 - Art of Lying
- 2006 - In the Name of Blood
- 2008 - Act of Grace

### Singoli
- 2003 - Altering Theory
- 2005 - Deprived of Dignity